# 浅側頭動脈前頭枝
浅側頭動脈前頭枝（せんそくとうどうみゃくぜんとうし）は、頭頸部の動脈の一つ。曲がりくねりながら、前上方の前頭骨へと向かい、同部の筋肉や外皮、頭蓋骨膜に栄養を供給し、眼窩上動脈や前頭動脈と吻合する。
本血管または浅側頭動脈頭頂枝あるいはその両方を中大脳動脈皮質枝の枝に吻合させる手術は、もやもや病、脳主管動脈閉塞等、いくつかの疾患に対する治療法として知られる。

## 参考画像

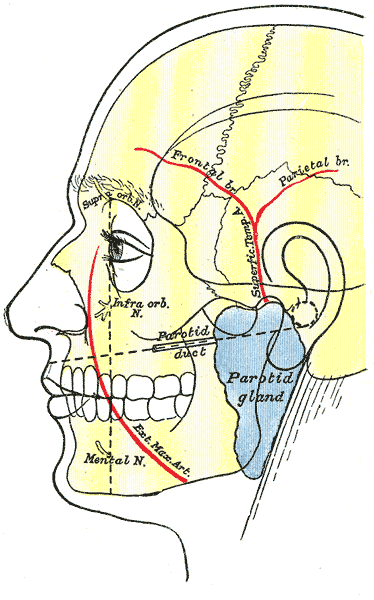
Outline of side of face, showing chief surface markings.